# Березін Олексій Володимирович (футболіст)
Олексій Володимирович Березін (рос. Алексей Владимирович Березин; нар. 16 квітня 1993, Казань, Росія) — російський футболіст, воротар.

## Клубна кар'єра
Вихованець казанського «Рубіна». Розпочинав кар'єру у другій команді клубу, проте до основи «Рубіна» не пробився. У січні 2014 року воротар вирушив на перегляд до польського «Відзева», з яким незабаром підписав контракт. У команді Березін обмежувався лише матчами за другу команду. Не отримавши можливості заграти, голкіпер повернувся на батьківщину та уклав контракт із клубом ПФЛ «Дніпро» (Смоленськ).
У лютому 2016 року підписав контракт із тульським «Арсеналом», вийшов з командою до Прем'єр-ліги, але за 2,5 роки зіграти у його складі в еліті російського футболу не вдалося. У серпні 2018 року голкіпер поповнив лави білоруської команди Вищої ліги «Дніпро» (Могильов). Одразу ж став основним воротарем команди, але не зміг врятувати її від вильоту до Першої ліги. Після закінчення сезону в грудні 2018 року залишив «Дніпро».
У січні 2019 року підписав контракт з іншим білоруським клубом – «Іслоччю». В «Іслочі» був запасним воротарем, грав за дубль, але за основну команду на поле так і не виходив. У червні 2019 року контракт із клубом було розірвано
У липні 2020 року уклав контракт із «Муромом». У лютому 2021 року перейшов до представника так званого «Кримського футбольного союзу» «Кизилташ». У першій половині сезону 2021/22 років виступав «Зеніт-Іжевськ». 23 вересня 2021 року зіграв у матчі групового раунду Кубку Росії 2021/22 проти ЦСКА (0:4).

## Кар'єра в збірній
Виступав за юнацькі збірні Росії (U-18) та (U-19).